# 譚林
譚林是蘇格蘭邊區傳奇民謠中的一個人物。某些版本中，譚林被描寫為洛克斯堡(Roxburgh)領主、佛里斯堡(Foulis)領主、富比士堡(Forbes)伯爵，或是莫瑞領土伯爵(Earl of Moray)的孫子，且名字也有許多不同說法，其中以"Tam Lin"最為常見(其他還有Tom Line, Tomlin, Young Tambling，或Tam-a-line)。這首民謠最早的版本〈年輕譚林的故事〉(The Tayl of the Ȝong Tamlene)收錄在一本1549年出版的蘇格蘭書籍《The Complaynt of Scotland》中.:336。許多其他書籍，例如《柴爾德民謠》和《羅德民謠》也收錄了各種不同的版本，大致上描寫譚林的愛人如何將他從精靈女王的手中拯救出來。〈譚林〉曾被改編成許多故事、歌曲和電影等等。

## 故事大綱
〈譚林〉有許多不同版本，大部分版本一開頭都會警告聽眾，如果有人穿越卡特壑森林(Carterhaugh)，譚林會奪取他們的財物或者是處女的貞操。在民謠中，一位名叫珍娜（或是瑪格瑞特）的年輕女子進入卡特壑森林，並摘了一朵雙色玫瑰。這時，譚林現身，質問珍娜為何擅自闖入森林還拿走他的東西。珍娜說她父親將這座森林送給了她，因此她才是這座森林的主人。
珍娜返家後發現自己懷孕了（有些版本是以這個情節作為故事開頭）；她對其他人說孩子的父親是一個精靈。在某些故事版本中，有人告訴珍娜服用某種草藥可以墮胎；不過不管有無此橋段，最後珍娜都會返回卡特壑森林去摘取植物（之前提到的那種雙色玫瑰又或者是墮胎的草藥），此時譚林再次出現，並質問她在做什麼。
珍娜問譚林他究竟是不是人類（某些版本在第一次相遇時就會提問）。譚林說自己其實是凡人，但有次從馬上跌落，被精靈女王抓走了。精靈每七年要對地獄獻供一次，譚林很擔心當天晚上(也就是萬聖夜)自己會成為供品。他告訴珍娜當晚他會騎著白馬，和精靈騎士的隊伍一同出現，只要看到白馬和其他徵兆，珍娜就可以認出他來。如果要救他，珍娜必須把他從白馬上揪下來，並緊抓不放。他也事先警告珍娜，精靈為了要阻止她，可能會把自己變形成各種野獸，不過他絕不會傷害珍娜。珍娜成功認出了譚林，不管他變成什麼都沒有放手，可是當精靈把譚林變成一塊燒得火紅的木炭，她終於忍不住將木炭扔進了井里，譚林立刻變回全身光裸的男人。珍娜想盡辦法把他藏起來，最後終於成功救出了譚林。精靈女王震怒不已，但還是承認了自己的失敗。

## 主題
雖然這首民謠主要流傳於蘇格蘭，不過在全歐洲的民俗傳說中，都能找到「如果想拯救某人，就必須緊抓著他，不管他變成什麼形態都不能放手」的情節。:336-7
故事中譚林被威脅弄瞎雙眼的情節，過去也常被用來嚇唬小孩子，說要是看見精靈就會失明。